# Lypha triangulifera
Lypha triangulifera là một loài ruồi trong họ Tachinidae.